# 522
522(오백이십이)는 521보다 크고 523보다 작은 자연수다.

## 수학
- 합성수로, 그 약수는 총 12개다. (1, 2, 3, 6, 9, 18, 29, 58, 87, 174, 261, 522)
  - 522의 진약수의 합은 648이므로, 522는 과잉수다.
- {\displaystyle 522=73+79+83+89+97+101}
  - 연속하는 소수(素數) 6개의 합으로 나타낼 수 있으며, 이 성질을 지닌 앞의 수는 492, 다음 수는 552이다.

## 과학
- NGC 522(영어판): 물고기자리 방향에 있는 나선은하.

## 교통

### 항공
- 헬리오스 항공 522편 추락 사고

### 철도
- 수도권 전철 5호선 양평역의 역번호.

### 도로
- 522번 지방도: 충청북도 제천시 동현동에서 단양군 영춘면까지 이어지는 대한민국의 지방도.
- 현도 제522호선

## 군사
- U-522(영어판, 독일어판): 제2차 세계 대전에 사용된 나치 독일의 군용 잠수함. 이 선박을 모티브로 한, 《벽람항로》의 캐릭터도 있다.

## 문화유산
- 대한민국의 보물 제522호: 강세황필 도산서원도
- 대한민국의 사적 제522호: 제주 용담동 유적

## 방송
- KT HCN의 한국낚시방송 채널 번호.

## 기타
- 날짜: 5월 22일
- 연도: 522년, 기원전 522년